# Базлово (Псковська область)
Базлово (рос. Базлово) — присілок в Новосокольницькому районі Псковської області Російської Федерації.
Населення становить 60 осіб. Входить до складу муніципального утворення Насвинська волость.

## Історія
Від 2015 року входить до складу муніципального утворення Насвинська волость.

## Населення
| 2001 | 2002 | 2010 |
| ---- | ---- | ---- |
| 98   | ↗101 | ↘60  |